# Sorbus hajastana
Sorbus hajastana är en rosväxtart som beskrevs av Gabrielian. Sorbus hajastana ingår i släktet oxlar, och familjen rosväxter. Inga underarter finns listade i Catalogue of Life.